# Lawrence Holland
 (juin 2016).
Si vous disposez d'ouvrages ou d'articles de référence ou si vous connaissez des sites web de qualité traitant du thème abordé ici, merci de compléter l'article en donnant les références utiles à sa vérifiabilité et en les liant à la section « Notes et références ».
Lawrence Holland est un game designer américain, également président de Totally Games, entreprise de développement de jeux vidéo basée dans le Comté de Marin (Californie) fondée en 1984 mais fermée de nos jours. L'entreprise qu'il a fondée est connue en particulier pour la série de simulation de combats spatiaux X-Wing, tirée de la licence Star Wars, ainsi que pour des jeux vidéo de combat aérien basés sur la Seconde Guerre mondiale.

## Jeux développés avec Totally Games
- Battlehawks (1988)
- Secret Weapons of the Luftwaffe (1991)
- Star Wars: X-Wing (1993)
- Star Wars: TIE Fighter (1994)
- Star Wars: X-Wing vs. TIE Fighter (1997)
- X-Wing Alliance (1999)
- Star Trek: Bridge Commander (2002)
- Secret Weapons Over Normandy (2003)
- Alien Syndrome (2007)
- Cisco Mindshare (2009)
- GoldWalker (iPhone, 2010)